# Altata
Altata es considerado como puerto de cabotaje y espacio recreativo familiar. Por carretera, 27 kilómetros lo separan de Navolato y 62 Kilómetros de Culiacán. El Puerto de Altata cuenta con una superficie de 9,100 hectáreas formada por la plataforma continental y la península de Redo, compartiendo con la ensenada del Pabellón que se forma en península de Lucernilla 
Los recursos pesqueros más importantes de Altata son “el robalo, lisa, camarón, pargo, mojarra, curvina, pata de mula, ostión, tiburón, marlín, almeja blanca y rayada. Respecto a la caza, está la el pato arrocero. Cuenta con sus comisarías: Dautillos, Bariometo II, Campillos y el Tetuán.  
Es muy parecida a la playa de Topolobampo y cuenta con actividades como el tour de la ballena.

## Historia
A partir del 3 de mayo de 1834, Altata recibía una gran cantidad de embarque de navíos que entraban al estado por este puerto. Esto le hizo benefactor de ser declarado “puerto de cabotaje” hasta 1844, cuando fue reconocido como un puerto de altura, aunque no sería por demasiado tiempo, ya que para el año 1853 sería degradado de nuevo a puerto de cabotaje.
Altata se mantuvo con muchos altibajos durante este periodo, pero en 1858, durante todo el año y parte del siguiente, el General Antonio Rosales lo habilitó para recibir comercio de altura, debido a que el puerto de Mazatlán había sido ocupado por los conservadores, esto durante la intervención francesa en todo el país. Debido a su localización en el Pacífico y su favorable ubicación geográfica como punto marítimo, logró convertirse en una zona estratégica con la introducción y distribución de productos y mercancías que provenían de diferentes partes del mundo para introducirse al mercado mexicano. Además de la importación, también fungió como punto de distribución de productos nacionales, como minería, industrial, agrícola, entre otros, tanto nacional como internacional.
En 1881, fue concluido el tendido de la línea telegráfica entre Culiacán y Altata, asimismo se le otorgó, por tercera ocasión, la apertura al comercio de altura. Para ese entonces era común ver personas de alto rango como cónsules, empleados de aduanas, capitanes de barcos, jueces, maquinistas, médicos, herreros, entre otros, que por circunstancias de negocios o voluntad propia permanecieron en esta bahía dejando su legado e historia.
Fue en 1883 cuando Altata recibiría un nuevo impulso hacia su desarrollo económico, debido a que iniciaron las operaciones del Ferrocarril Occidental de México, cuya vía lo conectaba directamente con Culiacán, a pesar de que la concesión otorgada declaraba que sería hasta Durango. De esta forma, Altata adquirió aún mayor importancia.
Alrededor de 1890, arribaron a este puerto una cantidad considerable de familias de origen oriental, lo que dio como origen la creación del barrio chino, sin embargo, para 1900, algunas de estas familias abandonaron Altata, lo que ocasionó que dicho barrio desapareciera. No obstante, la afluencia de personas continuaba por el permanente transitar de los vapores, de embarcaciones así como del servicio de tren que estaba funcionando en ese entonces, además, debido a la gran cantidad de personas, era un punto donde se podía localizar fácilmente mano de obra, convirtiéndolo así en un sitio donde la economía era destacable. El comercio de Altata floreció, con diversos artículos de consumo de primera necesidad como productos de carnicería, abarrotes, panadería, entre otros.

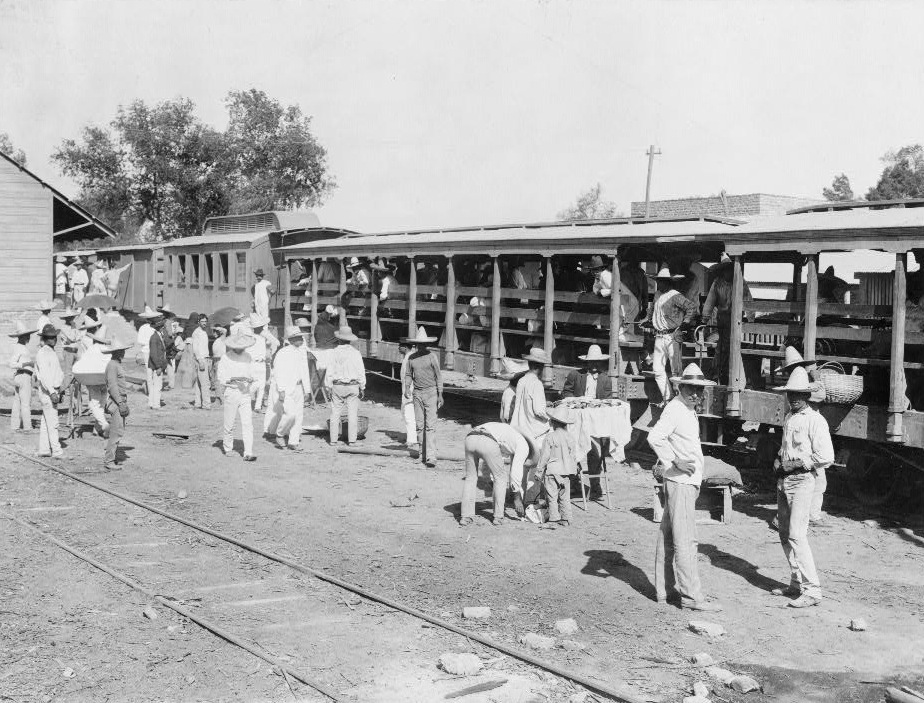
Estación del tren en Altata, entre 1890 y 1900

Ante lo incosteable de estas operaciones, en 1934, fue cancelada la ruta del Ferrocarril Occidental de México, y con esto, terminó una magnífica fuente de empleo como fue el movimiento de cargas de trenes a los vapores y viceversa y esto, a su vez, provocó una disminución de turistas en un número significativo.
Otro de los factores que mermaron la economía de Altata fueron los ciclones, producto de la madre naturaleza. En 1883, fueron azotados por un ciclón, en 1896 se registró un ciclón que destruyó “el puente viejo”. Además de los anteriormente mencionados, en 1947, 1953, 1962, 1982, 1985 y 2013, fueron azotados por grandes estragos climáticos que perjudicaron gravemente al Puerto. Hasta antes de 1917, Altata recibía barcos de mediano calado de la época, pero con el ciclón se vino abajo aquel ambiente de prosperidad, siendo muy duro esto para los pobladores, incluso algunas familias abandonaron el Puerto.

## Geografía
La localidad de Altata se asienta al poniente del municipio de Navolato, a un costado de la bahía del mismo nombre, se conecta con la cabecera municipal a través de la carretera a Navolato, se localiza a los 24º 38’ 08’’ de latitud norte y a los 107° 55´ 57’’ de longitud oeste del meridiano de Greenwich a una altitud de 6 metros sobre el nivel medio del mar (m s. n. m.). Según su población es la octava localidad en importancia en el municipio.
Localidades que integran al Centro de Población de Altata, 2009.
| Localidad         | Longitud      | Latitud      | Altitud      |
| Altata            | 107° 55’ 57’’ | 24° 38’ 08’’ | 6 m.s.n.m    |
| Bariometo Segundo | 107° 53’ 44’’ | 24° 39’ 25’’ | 5 m s. n. m. |
| El Tetuán Nuevo   | 107° 54’ 30’’ | 24° 37’ 29’’ | 2 m s. n. m. |
| Isla Escorpión    | 107° 57’ 18’’ | 24° 39’ 12’’ | 7 m s. n. m. |
| Las Águilas       | 107° 57’ 56’’ | 24° 39’ 37’’ | 5 m s. n. m. |
| Tetuán Viejo      | 107° 53’ 42’’ | 24° 36’ 57’’ | 2 m s. n. m. |
| Avándaro          | 107° 54’ 30’’ | 24° 37’ 39’’ | 1 m s. n. m. |

## Orografía
Dado que el territorio del municipio se localiza en una provincia conformada fundamentalmente de llanuras, sus formas del relieve topográfico difícilmente alcanzan altitudes significativas. No obstante, se identifican de manera aislada las siguientes elevaciones: Cerro El Tigre, con una altitud de 570 m s. n. m.; Cerro Vícam, el cual tiene una altura de 210 m s. n. m., y Cerro Chacacuhaxte, con una altitud de 140 m s. n. m.

## Hidrografía
Altata está situada en la Planicie Costera de Sinaloa, dentro de esta se encuentra la desembocadura del Río Culiacán, este aporta una gran cantidad de recursos por las zonas de humedales que contienen pantanos, esteros, marismas, y su bahía, la cual además constituye un puerto de cabotaje, lo que favorece al mismo tiempo el desarrollo de actividades de pesca y comercio por parte de sus pobladores.  

## Flora
Se tienen registro de 8 especies de matorrales, 4 especies diferentes de manglares y 8 de vegetación halófila. Se distribuyen en la siguiente tabla:

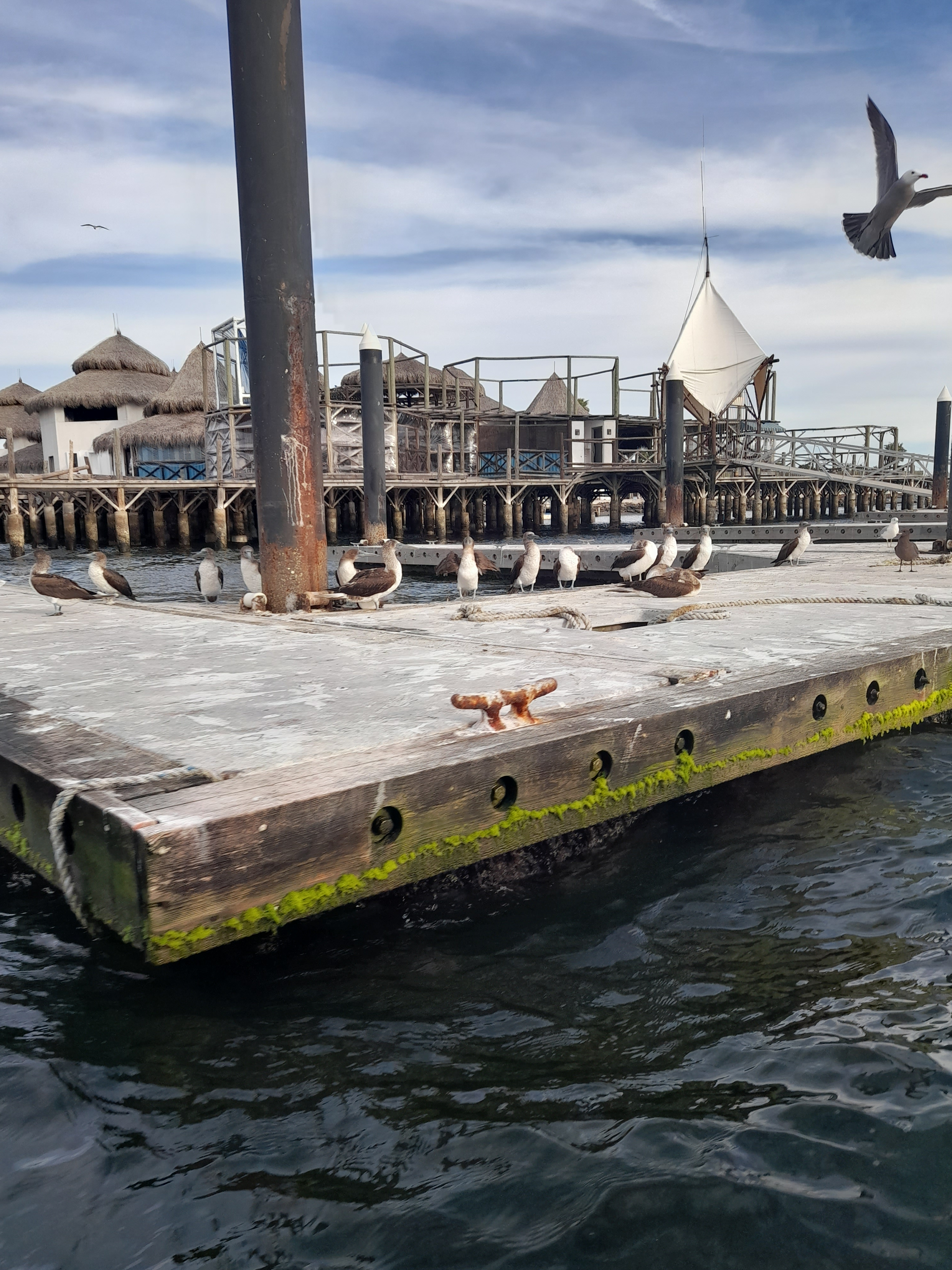
Aves en los muelles de la bahía de Altata.

| Nombre Común  | Nombre Científico        | Forma Biológica | Categorías de Abundancia |
| Mangle rojo   | Rizhophora mangle        | Árbol           | Abundante                |
| Mangle cenizo | Laguncularia recemosa    | Árbol           | Dominante                |
| Mangle prieto | Avicennia germinans      | Árbol           | Dominante                |
| Puyeque       | Conocarpus erectus       | Árbol           | Abundante                |
| Zacate salado | Distichilis spicata      | Hierba          | Dominante                |
| Vidrillo      | Sessuvium portulacastrum | Hierba          | Dominante                |
| Chamizo       | Atripex barkcleyana      | Hierba          | Abundante                |
| Verdolaga     | Halimione portulacoides  | Voluble         | Frecuente                |
| Tumba vaquero | Impomea precaprae        | Voluble         | Abundante                |
| Chamizo       | Salicornia bigelovi      | Hierba          | Frecuente                |
| Pino salado   | Tamarix juniperina       | Arbusto         | Abundante                |
| Alfombrilla   | Batis maritima           | Hierba          | Abundante                |
| Vinorama      | Acacia farneciana        | Arbusto         | Frecuente                |
| Mezquite      | Prosopis juliflora       | Arbusto         | Frecuente                |
| Lantana       | Lantana camara           | Arbusto         | Ocasional                |
| Sangregado    | Jatropha                 | Arbusto         | Frecuente                |
| Tasajo        | N/D                      | Arbusto         | Raro                     |
| Aguabola      | Maytenus phyllatoide     | Arbusto         | Ocasional                |
| Guamúchil     | Pithecelobium dulce      | Árbol           | Raro                     |
| Guachapore    | Cenchrus brownii         | Hierba          | Abundante                |

## Fauna

### Fauna terrestre
Existen 24 especies de animales de las cuales 4 son reptiles, 16 de aves, y 4 de mamíferos. 
- Mamíferos; Mapache, Roedores, Liebre, Tlacuache y Coyote.
- Reptiles; Guico, Cachorón espinoso, Víbora de cascabel, Cachorita.
- Aves; Con respecto a este tipo de fauna se tienen registradas tres modalidades de aves, las cuales son:
  - Aves terrestres.- paloma blanca, Golondrina, Zopilote, Cara cara, Zanate, Cenzontle.
  - Aves Acuáticas.- Tildillo, Alza colita, Playerito, Zarapito piquilargo.
  - Aves marinas.- Fragata, Pelícano café, Cormorán, Gaviota Ploma, Golondrina marina, y Águila pescadora.

Dentro de la fauna terrestre encontramos algunas especies de mamíferos como el mapache, la liebre y el coyote; reptiles que se componen de lagartijas; y aves terrestres como la paloma blanca, golondrina, zopilote, tildillo, alza colita, playerito, zarapito piquilargo; aves marinas como la fragata, pelícano café, cormorán, gaviota Ploma, golondrina marina, y águila pescadora.

### Fauna marina
Dentro de la fauna marina encontramos algunas especies de moluscos, crustáceos, peces y plancton, identificados en la siguiente tabla: 
| Nombre común   | Nombre científico       | Categorías de abundancia |
| Ostión placer  | Crassotrea cortiziensis | Abundante                |
| Pata de mula   | Anadara tuberculosa     | Frecuente                |
| Pata de mula   | Anadara grandis         | Frecuente                |
| Mejillón chino | Carditamera affinis     | Abundante                |
| Ostión mangle  | Saccostrea palmula      | Abundante                |
| Liseta         | Mugil curema            | Frecuente                |
| Lisa           | Mugil cephalus          | Frecuente                |
| Pargo          | Latjanus argentiventris | Frecuente                |
| Mojarra        | Eucinostomus currani    | Frecuente                |

## Fisiografía
El territorio del municipio de Navolato se halla localizado dentro de la provincia fisiográfica Llanura Costera del Pacífico, la cual da lugar a la subprovincia Llanura Costera y Deltas de Sonora y Sinaloa. A su vez en esta subprovincia se distribuye un sistema de topoformas representado por llanuras y playa o barra, principalmente. Dentro de este contexto, el centro de población de Altata se ubica dentro del sistema de topoformas denominada llanuras. 

## Usos del suelo
El área urbana de Altata corresponde al 57.97 por ciento del área total y se caracteriza por ser una zona turística ya que se encuentra un corredor turístico al pie de la bahía compuesto de comercios y restaurantes. Dentro de estas áreas encontramos:
- Corredor turístico. Compone el 1.71 por ciento de la superficie total, el plan del gobierno es que propicie una mejora para el desarrollo económico del pueblo en material turístico.
- Habitacional. Abarca el 76.76% del total, varía en niveles debido a la calidad de las construcciones y niveles de los usuarios.
- Industrial. Constituyen el 0.97% del total y se componen de congeladoras de pescados.
- Equipamiento. Edificios que ofrecen educación, salud, administración, cultural, entre otros. Abarca un 10.14% del total de la localidad. Se presenta un fenómeno en Altata, mientras aumenta el equipamiento la población va disminuyendo, el promedio de superficie de equipamiento por habitante es de 60 m².
- Vialidad. Compone el 10.43% del territorio que constituye a la localidad.

## Clima
En el municipio de Navolato son dos tipos de climas los que prevalecen, el seco y el semiseco, se caracterizan por ser cálidos  y muy cálidos, se presentan lluvias escasas en verano en la mayor parte del año, y un porcentaje de precipitación invernal menor a 5 milímetros. El clima predominante es consecuencia de la escasa vegetación y las altas temperaturas anuales. 
Detrás de la playa lado está, hay restaurantes especializados en mariscos y cócteles pescado frito que son muy populares con las familias de los alrededores. 
El nuevo desarrollo privado "Nuevo Altata" o "Isla Cortes" esta en proceso aunque ya se permite el paso a las personas, con seguridad y personal que se encarga de no introducir vidrio.
Altata y los esteros cercanos son un lugar ideal para la pesca deportiva, en donde se puede capturar Pargo rojo, Corvina, Robalo entre otros y frente al Tambor se captura pez Dorado, Marlín, Vela y muchos más.
| Símbolo | Tipo     | Subtipo             | % de superficie municipal | Distribución espacial |
| BS (h)  | Seco     | Muy Cálido y Cálido | 99.57 %                   | En el territorio municipal conforman cinco franjas climáticas que abarcan casi la totalidad de su superficie.                                     |
| BS1 (h) | Semiseco | Muy Cálido y Cálido | 0.43%                     | Este tipo está representado por dos pequeñas franjas climáticas que se localizan en las porciones extremas norte y este del territorio municipal. |